# 系統連系
系統連系（けいとうれんけい）とは、発電設備などが商用電力系統へ並列（発電設備などを商用電力系統に接続すること）する時点から解列（発電設備などを商用電力系統から切り離すこと）する時点までの状態のことをいう。
系統連系には、電気事業者の電力系統へ電力を供給する逆潮流のある場合とない場合がある。

## 適用される発電設備
- 太陽光発電設備
- 風力発電設備
- 燃料電池発電設備
- コージェネレーション
- 内燃力発電設備
- 小水力発電設備

など（再生可能エネルギー技術白書による）。

## 電気事業者における系統連系
日本は北海道、本州、四国、九州の4つの島にわかれており、各地域は万一の場合に電力を融通し合えるように「連系設備」という高電圧の送電線で結ばれている。 本州と北海道(北本連系設備と新北本連系設備)及び紀伊半島と四国の間(紀伊水道直流連系設備)は直流連系設備が、中国地方と四国の間(本四連系設備)及び本州と九州の間(関門連系設備)は交流連係設備が設置されている。
欧州では送電線もしくは海底ケーブルによる国境を越えた系統連系、米国では州間ないしは発電事業者間の系統連系が見られる。 脚注のホームページには、欧州の国境を越えた系統連系の図が掲載されている。
ドイツは「エネルギーヴェンデ（大転換）」のさなかにあり、2050年までに発電量の80％を再生可能エネルギーで起こす目標である。再エネの目標値は拘束力を伴う「再生可能エネルギー法」に基づくが、風力発電は北部に偏在し、需要家の大企業は南部に集中してバランスが悪い。「解消には南北を結ぶ送電網が必要」と送電会社「50ヘルツ」の担当者は語る。ただ送電線工事は環境を破壊すると反対が強い。電力会社Ｅ・ＯＮ（イーオン）は、2013年4月3～5日の3日間、薄い霧で太陽光発電の発電量が予想値を大きく下回り、欧州中から買える電気を全て買って電力不足をしのいだと明らかにした。電力の系統網が国境をまたぐ欧州だから対応できた。
住友電気工業は、北海道電力ネットワークから、系統側蓄電池の活用による風力発電の連系のため、出力17,000kW、51,000kWhのレドックスフロー電池を受注した。2022年3月末までに完工予定。
東北電力の南相馬変電所に容量40,000kWhのリチウムイオン二次電池を設置して、系統連系による電力の安定化に使用を開始した。

## 電気事業者以外の者が設置する発電設備の系統連系
2010年現在、家庭用の太陽光発電や燃料電池発電などの設備が普及し始めている。これらの発電設備は、いまのところ単独で家庭で使用する電力量を安定的に運転することが困難なため、電気事業者の配電系統に系統連系して発電することがほとんどである。
発電設備等設置者からの観点としては、これらの、家庭用など電気事業者以外の者が設置する発電設備との系統連系は、発電設備等設置者が電気事業者の配電線と接続し、発電設備の電圧・周波数・力率などの安定化を図り（アンシラリーサービス）、設置した発電設備等により電気事業者へ売電したり（売電による利益の確保）電気事業者からの買電を抑制（買電抑制による電気料金の削減）するために行うものと言える。

### 余剰電力の系統への供給
家庭用発電設備（太陽光発電設備が多い）においては、逆潮流ありでの系統連系契約を電気事業者と締結し、売電による利益で太陽光発電設備の設備投資費を回収することが目指される場合もある。特に、太陽光発電設備は、発電量が一般家庭で使用する電力量を上回る場合が多いため、この売電契約が行われることが多い。
したがって、ライフサイクルコストを考慮して発電設備等を設置することが望ましい。

## 系統連系に関する技術基準
日本では、系統連系を行う場合、発電設備設置者と電気事業者との間で、系統連系の条件について個別に協議を行い設定される必要がある。そのために必要となる技術要件として、2004年10月1日に下記のものが制定された。この内容は、これ以前は「系統連系技術要件ガイドライン」に規定されていたが、分散型電源の連系について電気設備の技術基準の解釈に明記するため、下記のとおりとなった。
なお、これらの問題点として「電力品質確保に係る系統連系技術要件ガイドライン」が、発電設備設置者・電気事業者の双方により、法的強制力を持っているものとみなされている点があげられる。
電力品質確保に係る系統連系技術要件ガイドライン
「分散型電源の系統への連系に係る事項のうち、品質の確保の観点から扱うべき事項」を記載している。目的としては、
- 他の需要家に悪影響を与えない（電力品質:力率・電圧・周波数など、供給信頼度:停電など）
- 電気事業者や他の需要家の設備の保全に支障を与えない（保全作業員・公衆の安全確保、波及事故防止など）

などが挙げられる。
なお、以前の「系統連系技術要件ガイドライン」にあった高調波の基準については、「高圧又は特別高圧で受電する需要家の高調波抑制対策ガイドライン」およびJIS C 61000-3-2:2005（電磁両立性－第3－2部：限度値－高調波電流発生限度値（1相当たりの入力電流が20A以下の機器））で規定されていることを理由に、当ガイドラインからは削除されている。
電気設備の技術基準の解釈
第8章『一般電気事業者及び卸電気事業者以外の者が，発電設備等を電力系統に連系する場合の設備』が、分散型電源の連系について、「保安の確保の観点から扱うべき事項の明確化及び具体化を図るため」、新たに規定された。
その他民間規定
上記に合わせて、民間規定のJEAG 9701－2001 分散型電源系統連系技術指針がJEAG 9701－2006 系統連系規程に改正された。

## 系統安定化の方法
電力周波数を安定化させるためには次の2つが重要になる。
1.同期化力 系統に各電源が周波数・位相を合わせる能力
2.慣性力 系統の周波数の急変を防ぐ能力
これらの機能は同期発電機の運動エネルギーによる慣性、位相ズレによってトルクが変わることによる同期化力によって得られたが、直流を交流に変換する単純なインバーターではこうした機能が得られない。
太陽光発電などの分散型電源を増やす場合これらの機能を何らかの方法で補う必要が有る。
以下の方式が考えられる。
1.同期発電機の台数確保(マストラン)・・・同期発電機の数を一定以上確保することで安定性を確保する 太陽光などの発電量は許容範囲内に制限される。
2.動機調相機・・・無負荷の同期発電機を回しておく。回転させておくためのエネルギーロスや保守コストがかかる。
3.MGセット・・・再エネの電力をインバーターではなく同期発電機を通して送る　これもコストが大きい。
4.仮想同期発電機・・・同期発電機の動作をシミュレーションする。慣性力をシミュレーションするためにインバータや蓄電池の大型化が必要。
5.系統増強・・・系統インピーダンスを改善させ同期化力を改善する。コストがかかる。
6.STATCOM・・・電圧を維持することで同期化力を改善。なお慣性力までは確保できない。